# Tony's Chocolonely
Tony's Chocolonely é uma empresa de confeitaria neerlandesa fundada em 2005 que produz e vende chocolate . Em 2018, a participação de mercado da empresa nos Países Baixos era de 18%, tornando-a uma das maiores fabricantes de chocolate do país.

## História
Em 2002, o produtor de televisão e jornalista holandês Teun van de Keuken começou a produzir programas sobre os abusos dentro da indústria do cacau em seu programa Keuringsdienst van Waarde depois de descobrir que quase nenhum chocolate produzido na época era livre de escravos . Junto com isso, ele também pediu para ser processado por comprar intencionalmente um produto fabricado ilegalmente, embora o Ministério Público tenha optado por não fazê-lo.
Após três anos de tentativas malsucedidas de mudar o setor por meio de esforços investigativos, van de Keuken decidiu começar a produzir barras de chocolate ele mesmo. Com a publicidade que seus programas geraram, o produto rapidamente se tornou um sucesso, vendendo 20 mil barras em dois dias.
Em 2007, depois que a empresa foi processada por um importador holandês de chocolates suíços, um tribunal de Amsterdã decidiu que havia evidências suficientes de que os produtos da empresa eram fabricados sem a ajuda de escravos.  No mesmo ano, a Autoridade de Mídia Holandesa (Comissariaat voor de Media) constatou que a publicidade excessiva que o Tony's Chocolonely recebeu em sete programas do Keuringsdienst vaan de Waarde gerou à empresa "lucros acima do normal" e multou a emissora dos programas em 20 mil euros.
Quando uma barra de chocolate com leite de avelã foi adicionada ao catálogo em 2010, o programa de TV holandês Een Vandaag relatou que crianças de 9 anos participaram da colheita das avelãs na Turquia. A empresa respondeu imediatamente mudando para um fornecedor de avelãs dos Países Baixos. No mesmo ano, a participação de mercado da marca ultrapassou 4,5% nos Países Baixos.
Em 2011, Henk Jan Beltman se tornou o acionista majoritário e mudou a empresa para um novo local perto de Westergasfabriek .
A massa de cacau da Tony's Chocolonely é totalmente rastreável desde 2013, e a manteiga de cacau desde 2016.
Com a produção em constante aumento, a empresa decidiu em 2015 expandir seus negócios para os Estados Unidos, abrindo seu primeiro escritório internacional em Portland, Oregon .
No final de 2018, além dos Países Baixos, a Tony's Chocolonely também estava à venda na Bélgica, Dinamarca, Finlândia, Alemanha, Suécia e Estados Unidos . Na Holanda, sua participação de mercado foi de 19% em 2018, com a qual superou as multinacionais Verkade, Mars e Nestlé.
Em 2019, Tony's lançou suas barras de chocolate no Reino Unido  e na Romênia, com  Sainsbury's, Waitrose, Ocado, Mega Image e Whole Foods sendo algumas das primeiras lojas a comercializar seus produtos.
A barra de chocolate foi disponibilizada na Irlanda a partir de 2019 em uma capacidade limitada. Desde 2020, tornou-se mais amplamente disponível nas principais lojas de alimentos, como a Supervalu.
Em 2021, a empresa sofreu uma reação pública negativa depois que a organização americana Slave Free Chocolate removeu a Tony's Chocolonely de sua lista de empresas de chocolate éticas. Embora não tenha havido casos confirmados de trabalho infantil na cadeia de abastecimento de Tony's, a colaboração com outro fabricante de chocolate, a Barry Callebaut, resultou na remoção devido a problemas de trabalho infantil na cadeia de abastecimento dos produtos da própria Barry Callebaut.

## Produtos
O número de sabores de barra disponíveis varia de acordo com o país e o canal de distribuição. Por exemplo, mais de uma dúzia de sabores estão disponíveis nos Países Baixos. As barras de chocolate são divididas de forma desigual, simbolizando a distribuição desigual de renda na indústria do chocolate.

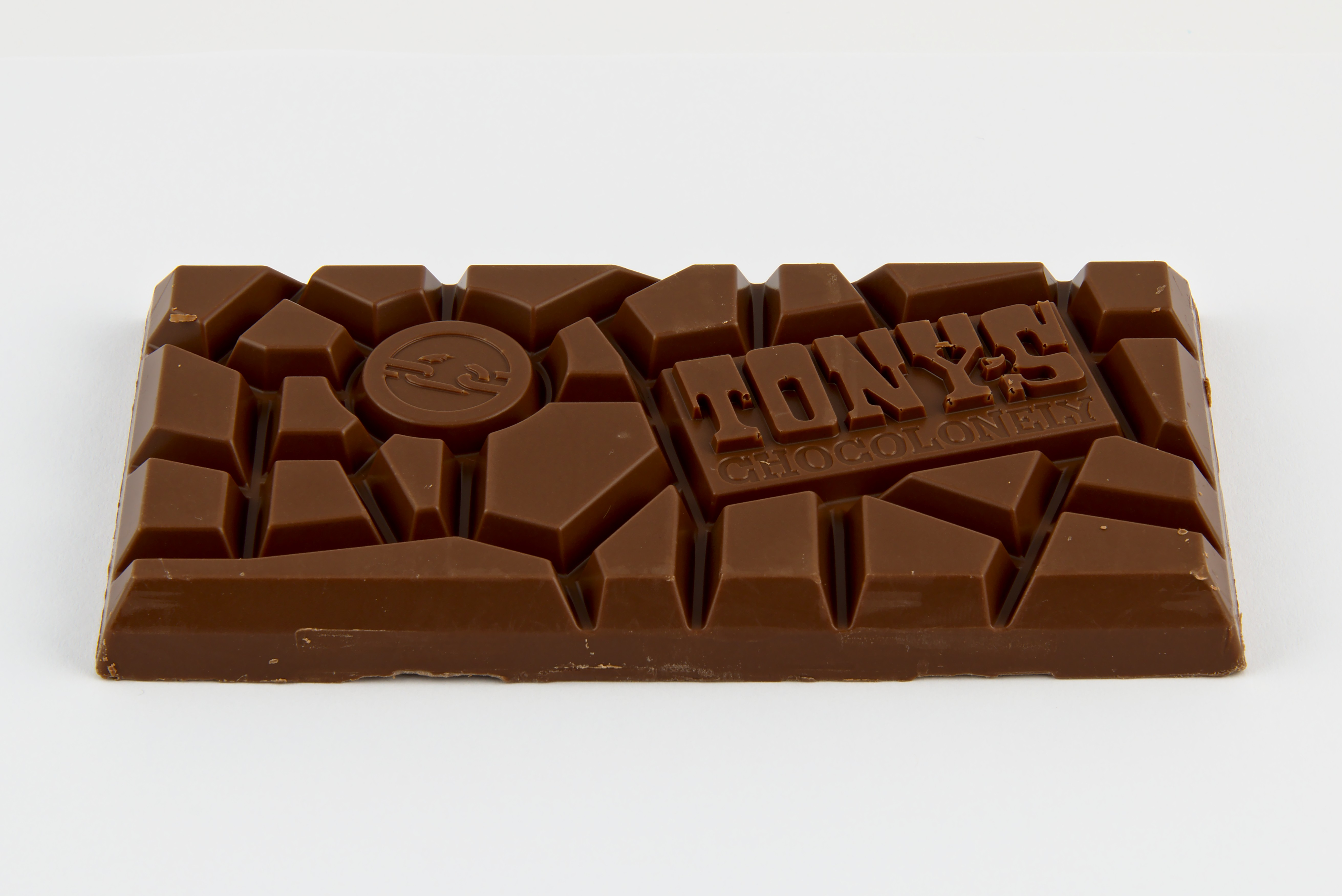
Uma barra de chocolate ao leite Tony's Chocolonely desembrulhada

A empresa apresenta três novos sabores de barra de chocolate a cada ano entre outubro e dezembro. A mais popular das três edições limitadas é então adicionada à coleção exclusiva e, às vezes, à coleção permanente. A empresa também produz barras 'relay' em edição limitada para a rede de supermercados Albert Heijn, com sabores exclusivos correspondentes aos gostos de inverno e verão. Esses sabores mudam a cada seis meses. Algumas barras entraram na coleção permanente a partir daí.

## Prêmios
- Em 2020, a empresa foi eleita a marca mais sustentável dos Países Baixos pela terceira vez pelo Sustainable Brand Index.[18] No entanto, este prêmio não mede a sustentabilidade real das marcas, mas sim com base nas percepções dos consumidores.[19]